# Robert Blot
Pour les articles homonymes, voir Blot.
Ne doit pas être confondu avec Robert-Henri Blot.
Robert Blot, né le 14 mai 1907 à Seurre (Côte-d'Or) et décédé le 14 octobre 1989 à Cannes (Alpes-Maritimes) était un corniste, violoniste, professeur au Conservatoire national supérieur de musique de Paris, chef d'orchestre à l’Opéra de Paris et compositeur. Il a fondé en 1973 le Conservatoire du 8e arrondissement de Paris et l’a dirigé jusqu’en 1981.
De 1943 à sa mort en 1983, il a été le chef d'orchestre principal des Musigrains, des cycles de concerts-conférences pédagogiques fondés par Germaine Arbeau-Bonnefoy ; quatre de ses œuvres y ont été jouées, dont une commande d'État créée en 1972.